# Muntanyes Khentii
Les muntanyes Khentii (en mongol Хэнтий нуруу, Khentii nuruu) són una cadena de muntanyes a les províncies de Töv i de Khentii, a la part septentrional de Mongòlia. La serralada abraça l'Àrea Estrictament Protegida de Khan Khentii i inclou la muntanya sagrada dels mongols, Burkhan Khaldun, la qual està associada a Genguis Kan.
La serralada forma la línia divisòria entre l'oceà Àrtic i l'oceà Pacífic (incloent el llac Baikal). En aquestes muntanyes neixen alguns rius destacats, especialment l'Onon, el Kherlen i el Tuul.